# Adachi and Shimamura
Adachi and Shimamura (安達としまむら?, Adachi to Shimamura, lett. "Adachi e Shimamura"), spesso abbreviata in Adashima (あだしま?), è una serie di light novel yuri scritta da Hitoma Iruma e illustrata da Non, Shizue Kaneko e Raemz. La serializzazione è iniziata a ottobre 2012 sulla rivista Dengeki Bunko Magazine di ASCII Media Works, che ha successivamente provveduto alla pubblicazione in volumi monografici. La serie di light novel è stata adattata in due manga e una serie televisiva anime, prodotta dallo studio di animazione Tezuka Productions e trasmessa da ottobre a dicembre 2020.

## Trama
Sakura Adachi è una studentessa che frequenta il primo anno di liceo, considerata da tutti come una delinquente che spesso salta le lezioni, e di conseguenza temuta dalle sue compagne di classe che tendono frequentemente a lasciarla in disparte. Quando perde le ore di studio, Adachi si rifugia in un angolino del piano rialzato che si trova in palestra, dove vengono lasciati i tavoli da ping pong e i palloni. Un pomeriggio, dopo aver saltato per l'ennesima volta l'ora di lezione, Adachi scopre di non essere sola, e si ritrova per la prima volta a conoscere Hougetsu Shimamura, una delle sue compagne di classe che come lei preferisce giocare a ping pong piuttosto che studiare con le altre. Le due da quel momento iniziano ad incontrarsi quotidianamente in palestra per saltare le lezioni divertendosi e mangiando assieme, stabilendo così un rapporto duraturo d'amicizia, che però per Adachi si ritrova ad essere qualcosa di molto di più. Quest'ultima, iniziando a materializzare i propri sentimenti d'amore, nonostante la sua impassibilità inizia a sviluppare un atteggiamento parecchio goffo e timido di fronte a Shimamura, mostrandosi particolarmente possessiva nei suoi confronti quando si trovano con altre compagne e amiche.

## Personaggi
Sakura Adachi (安達 桜?, Adachi Sakura)
Doppiata da: Akari Kitō
Sakura è una studentessa di quindici anni frequentante il primo anno di liceo dai capelli blu scuro e gli occhi verde acqua, spesso distaccata e introversa rispetto alle sue coetanee, che la vedono negativamente e la descrivono come una delinquente da cui sarebbe meglio stare alla larga. Adachi salta in modo sovente le lezioni, preferendo nascondersi nella palestra per stare da sola a rilassarsi e a giocare a ping-pong con la sua unica amica Shimamura. Adachi non ha un buon rapporto con i suoi genitori, soprattutto con la madre, che dovendo uscire spesso per questioni di lavoro evita ogni tipo di contatto con lei, lasciandola mangiare da sola. Nonostante questo però, sua madre non esita a preoccuparsi a modo suo per la figlia, che considera semplicemente come una ribelle chiusa in sé stessa. Adachi ha inoltre un posto di lavoro presso un ristorante cinese.
Hougetsu Shimamura (島村 抱月?, Shimamura Hougetsu)
Doppiata da: Miku Itō
Shimamura è una studentessa del primo anno di liceo, compagna di classe e unica amica di Sakura, con cui spesso passa le giornate e i momenti liberi. Hougetsu ha i capelli lunghi e scuri (nonostante questi ultimi siano stati ossigenati) su cui porta quotidianamente due mollette nere. Nonostante anche lei tenda a saltare le lezioni, riesce comunque ad adempiere ai suoi doveri di studentessa, trovando inoltre dei momenti da passare con sua madre e la sua sorellina più piccola. Shimamura ha un carattere allegro e cordiale, dimostrandosi sempre molto gentile e disponibile per aiutare gli altri, nonostante anche lei come Adachi abbia poche amiche. Durante il corso della serie si preoccuperà molto per quest'ultima, cercando di capire i suoi sentimenti e sostenendola il più possibile (a volte dovendola anche sopportare).
Akira Hino (日野 晶?, Hino Akira)
Doppiata da: Manami Numakura
Akira è la figlia più piccola di una ricca famiglia tradizionalista giapponese, amica e compagna di Shimamura assieme a Nagafuji. Hino è una ragazza dalla bassa statura e dai capelli verde scuro, molto energica e dall'atteggiamento bambinesco, che preferisce dormire a casa della sua amica d'infanzia Nagafuji piuttosto che restare a casa sua. Nel corso della trama stringerà amicizia anche con Adachi, e la aiuterà dandole consigli in varie occasioni.
Taeko Nagafuji (永藤 妙子?, Nagafuji Taeko)
Doppiata da: Reina Ueda
Taeko è una ragazza alta e dai capelli viola, porta gli occhiali ed è riconosciuta da tutti per avere un seno particolarmente prosperoso nonostante la sua età. Nagafuji è amica di Shimamura e Hino, con cui si conosce sin da quando sono bambine. Viene infatti sempre accompagnata da Akira, che si preoccupa per la sua paura di incontrare maniaci sessuali ed essere adocchiata da qualche malintenzionato, nonostante Akira stessa abbia la mania di toccare il seno di Nagafuji.
Yashiro Chikama (知我麻 社?, Chikama Yashiro)
Doppiata da: Iori Saeki
Tarumi (樽見?)
Doppiata da: Ai Kayano

## Media

### Light novel
La serie di light novel originale è stata scritta da Hitoma Iruma. Alle illustrazioni si sono avvicendati tre artisti differenti: Non per i primi otto volumi, Shizue Kaneko per il nono e Raemz a partire dal decimo. La serie è stata serializzata per la prima volta sulla rivista Dengeki Bunko Magazine a partire da ottobre 2012. La casa editrice ASCII Media Works ne pubblica anche i volumi monografici. Seven Seas Entertainment ha pubblicato un'edizione in inglese per il Nord America.
| Nº   | Data di prima pubblicazione | Data di prima pubblicazione | Data di prima pubblicazione |
| Nº   | Giapponese                  | Giapponese                  |                             |
| ---- | --------------------------- | --------------------------- | --------------------------- |
| 1    | 10 marzo 2013               | ISBN 978-4-04-891421-5      |                             |
| 2    | 10 settembre 2013           | ISBN 978-4-04-891960-9      |                             |
| 3    | 9 agosto 2014               | ISBN 978-4-04-866777-7      |                             |
| 4    | 9 maggio 2015               | ISBN 978-4-04-865115-8      |                             |
| 5    | 10 novembre 2015            | ISBN 978-4-04-865505-7      |                             |
| 6    | 10 maggio 2016              | ISBN 978-4-04-865946-8      |                             |
| 7    | 10 novembre 2016            | ISBN 978-4-04-892517-4      |                             |
| 8    | 10 maggio 2019              | ISBN 978-4-04-912383-8      |                             |
| 9    | 10 ottobre 2020             | ISBN 978-4-04-913128-4      |                             |
| 10   | 10 settembre 2021           | ISBN 978-4-04-913998-3      |                             |
| 11   | 9 dicembre 2022             | ISBN 978-4-04-914689-9      |                             |
| SS   | 10 novembre 2023            | ISBN 978-4-04-915346-0      |                             |
| 99.9 | 10 novembre 2023            | ISBN 978-4-04-915347-7      |                             |
| 12   | 8 novembre 2024             | ISBN 978-4-04-915981-3      |                             |
| SS2  | 8 novembre 2024             | ISBN 978-4-04-915982-0      |                             |

### Manga
Dal romanzo sono stati tratti due manga. Il primo, disegnato da Usashiro Mani, è stato pubblicato dalla casa editrice Square Enix dal 4 aprile 2016 al 22 dicembre 2017 e poi raccolto in tre volumi tankōbon. Una seconda serie manga, curata da Moke Yuzuhara è pubblicata su Dengeki Daioh di ASCII Media Works dal 25 maggio 2019 ed è stata raccolta in sette volumi tankōbon, editi anche lingua inglese da Yen Press.
Lista volumi del manga del 2016
| Nº | Data di prima pubblicazione | Data di prima pubblicazione | Data di prima pubblicazione |
| Nº | Giapponese                  | Giapponese                  |                             |
| -- | --------------------------- | --------------------------- | --------------------------- |
| 1  | 22 dicembre 2016            | ISBN 978-4-75-755188-6      |                             |
| 2  | 9 giugno 2017               | ISBN 978-4-75-755346-0      |                             |
| 3  | 22 dicembre 2017            | ISBN 978-4-75-755523-5      |                             |

Lista volumi del manga del 2019
| Nº | Data di prima pubblicazione | Data di prima pubblicazione | Data di prima pubblicazione |
| Nº | Giapponese                  | Giapponese                  |                             |
| -- | --------------------------- | --------------------------- | --------------------------- |
| 1  | 27 novembre 2019            | ISBN 978-4-04-912870-3      |                             |
| 2  | 10 ottobre 2020             | ISBN 978-4-04-913482-7      |                             |
| 3  | 27 maggio 2021              | ISBN 978-4-04-913811-5      |                             |
| 4  | 26 febbraio 2022            | ISBN 978-4-04-914265-5      |                             |
| 5  | 27 giugno 2023              | ISBN 978-4-04-915103-9      |                             |
| 6  | 26 luglio 2024              | ISBN 978-4-04-915842-7      |                             |
| 7  | 27 giugno 2025              | ISBN 978-4-04-916450-3      |                             |

### Anime
Un adattamento anime è stato inizialmente annunciato il 6 maggio 2019 dallo studio di animazione Tezuka Productions e dal direttore Satoshi Kuwabara. Per il progetto, Keiichirō Ōchi si è occupato della composizione della serie formata da 12 episodi, mentre Shizue Kaneko ha lavorato sul character design. Natsumi Tabuchi, Hanae Nakamura e Miki Sakurai hanno composto la colonna sonora e la sigla, Kimi ni aeta hi (君に会えた日?). Sia quest'ultima che la canzone finale Kimi no tonari de (キミのとなりで?) sono state eseguite da Akari Kitō e Miku Itō. Composto da 12 episodi, l'anime è andato in onda dal 9 ottobre al 25 dicembre 2020, sia su TBS che su BS11. Funimation ha successivamente acquisito la serie pubblicandola sottotitolata in inglese sul proprio sito web in streaming per il Nord America e le isole britanniche e su AnimeLab in Australia e Nuova Zelanda; a partire da febbraio 2021 la serie è stata resa disponibile anche doppiata in inglese.
| Nº | Giapponese 「Kanji」 - Rōmaji                                                         | In onda          | In onda |
| Nº | Giapponese 「Kanji」 - Rōmaji                                                         | Giapponese       |         |
| 1  | 「制服ピンポン」 - Seifuku Pinpon                                                     | 9 ottobre 2020   |         |
| 2  | 「安達クエスチョン」 - Adachi Kuesuchon                                               | 16 ottobre 2020  |         |
| 3  | 「二等辺トライアングル」 - Nitōhen Toraianguru                                        | 23 ottobre 2020  |         |
| 4  | 「女子高生ホリディ」 - Joshikōsei Horidi                                              | 30 ottobre 2020  |         |
| 5  | 「アダチズQ」 - Adachizu Q                                                            | 6 novembre 2020  |         |
| 6  | 「ホワイト・アルバム」 - Howaito Arubamu                                              | 13 novembre 2020 |         |
| 7  | 「私に相応しいチョコを決めてください」 - Watashi ni fusawashii choko o kimete kudasai | 20 novembre 2020 |         |
| 8  | 「過去を紡ぐ茨 オールドローズ」 - Kako o tsumugu ibara Ōrudo Rōzu                     | 27 novembre 2020 |         |
| 9  | 「そして聖母を抱擁する愛 マリーゴールド」 - Soshite seibo o hōyō suru ai Marīgōrudo   | 4 dicembre 2020  |         |
| 10 | 「桜と春と 春と月と」 - Sakura to haru to haru to tsuki to                            | 11 dicembre 2020 |         |
| 11 | 「月と決意と 決意と友と」 - Tsuki to ketsui to ketsui to tomo to                      | 18 dicembre 2020 |         |
| 12 | 「友と愛と 愛と桜と」 - Tomo to ai to ai to sakura to                                 | 25 dicembre 2020 |         |

### Annotazioni al testo
1. ↑  Nei propri palinsesti TBS ha fissato il debutto della serie alle 25:58 dell'8 ottobre 2020 (JST), ovvero le ore 1:58 del 9 ottobre secondo la notazione internazionale.

### Fonti
1. ↑  (EN) Adachi and Shimamura (Light Novel), su Seven Seas Entertainment. URL consultato il 5 febbraio 2025.
2. ↑  (EN) Marley Crusch, Anime girls can finally chill, su Polygon, 17 agosto 2021. URL consultato il 5 febbraio 2025.
3. 1 2 3  (EN) Rafael Antonio Pineda, Hitoma Iruma's Adachi to Shimamura Yuri Novels Get TV Anime, su Anime News Network, 6 maggio 2019. URL consultato il 7 maggio 2019.
4. ↑  (JA) Kono light novel ga sugoi! 2025, Takarajimasha, 10 dicembre 2024,  p. 93, ISBN 978-4-299-06183-6.
5. 1 2 3  (EN) Crystalyn Hodgkins, Adachi to Shimamura TV Anime Stars Akari Kitō, Miku Itō, su Anime News Network, 6 ottobre 2019. URL consultato il 6 ottobre 2019.
6. ↑  (EN) Manas B. Sharma, FEATURE: Meet the Stars of Princess Connect Re:Dive, su Crunchyroll, 27 gennaio 2021. URL consultato il 29 gennaio 2021 (archiviato il 29 gennaio 2021).
«Miku Ito has played...Shimamura from Adachi and Shimamura»
7. 1 2 3 4 5  (EN) Crystalyn Hodgkins, Adachi to Shimamura TV Anime's Promo Video Reveals Staff, More Cast, su Anime News Network, 26 dicembre 2019. URL consultato il 26 dicembre 2019.
8. ↑  (JA) アニメ「安達としまむら」第7話、安達にライバル出現！？視聴者「間違いなく強敵」「どうなっちゃうの？」, su Abema Times, 20 novembre 2020. URL consultato il 26 novembre 2020.
9. ↑  (EN) Alex Mateo, Seven Seas Licenses Fragtime Yuri Manga, Adachi and Shimamura Yuri Novels, su Anime News Network, 19 settembre 2019. URL consultato il 5 ottobre 2019.
10. ↑  (EN) Fall in Love with Seven Seas' License of ADACHI AND SHIMAMURA Yuri Light Novel Series, su Seven Seas Entertainment, 18 settembre 2019. URL consultato il 7 ottobre 2019.
11. ↑   安達としまむら, su Dengeki Bunko. URL consultato l'11 maggio 2019 (archiviato il 6 dicembre 2020).
12. ↑   安達としまむら２, su Dengeki Bunko. URL consultato l'11 maggio 2019 (archiviato il 26 ottobre 2020).
13. ↑   安達としまむら３, su Dengeki Bunko. URL consultato l'11 maggio 2019 (archiviato il 19 novembre 2020).
14. ↑   安達としまむら 4, su Dengeki Bunko. URL consultato l'11 maggio 2019 (archiviato l'8 novembre 2020).
15. ↑   安達としまむら 5, su Dengeki Bunko. URL consultato l'11 maggio 2019 (archiviato l'8 novembre 2020).
16. ↑   安達としまむら 6, su Dengeki Bunko. URL consultato l'11 maggio 2019 (archiviato l'8 novembre 2020).
17. ↑   安達としまむら 7, su Dengeki Bunko. URL consultato l'11 maggio 2019 (archiviato il 2 dicembre 2020).
18. ↑   安達としまむら 8, su Dengeki Bunko. URL consultato l'11 maggio 2019 (archiviato il 26 ottobre 2020).
19. ↑   安達としまむら 9, su Dengeki Bunko. URL consultato il 5 ottobre 2020 (archiviato il 1º novembre 2020).
20. ↑   安達としまむら 10, su Dengeki Bunko. URL consultato il 4 agosto 2021 (archiviato il 9 settembre 2021).
21. ↑   安達としまむら 11, su Dengeki Bunko. URL consultato il 5 febbraio 2025 (archiviato il 4 novembre 2022).
22. ↑   安達としまむら SS, su Dengeki Bunko. URL consultato il 5 febbraio 2025 (archiviato il 22 febbraio 2024).
23. ↑   安達としまむら 99.9, su Dengeki Bunko. URL consultato il 5 febbraio 2025 (archiviato il 20 maggio 2024).
24. ↑   安達としまむら 12, su Dengeki Bunko. URL consultato il 5 febbraio 2025 (archiviato il 26 gennaio 2025).
25. ↑   安達としまむら SS2, su Dengeki Bunko. URL consultato il 5 febbraio 2025 (archiviato il 26 gennaio 2025).
26. ↑  (JA) 「俺の彼女に何かようかい」のスピンオフがWebで、入間人間ラノベのマンガ版も, su Natalie, 6 aprile 2016. URL consultato l'8 ottobre 2020.
27. ↑   Yen Press, MANGA ANNOUNCEMENT: Adachi and Shimamura, su Facebook, 7 agosto 2020. URL consultato l'8 agosto 2020.
28. ↑   Adachi and Shimamura, Vol. 1 (manga), su yenpress.com, Yen Press. URL consultato l'8 ottobre 2020.
29. ↑   安達としまむら 1, su Square Enix. URL consultato il 1º giugno 2019.
30. ↑   安達としまむら 2, su Square Enix. URL consultato l'11 maggio 2019.
31. ↑   安達としまむら 3, su Square Enix. URL consultato l'11 maggio 2019.
32. ↑   安達としまむら（１）, su Kadokawa. URL consultato il 14 dicembre 2019.
33. ↑   安達としまむら（２）, su Kadokawa. URL consultato l'8 ottobre 2020.
34. ↑   安達としまむら（３）, su Kadokawa. URL consultato il 20 maggio 2021.
35. ↑   安達としまむら（４）, su Kadokawa. URL consultato il 5 febbraio 2025.
36. ↑   安達としまむら（５）, su Kadokawa. URL consultato il 5 febbraio 2025.
37. ↑   安達としまむら（６）, su Kadokawa. URL consultato il 5 febbraio 2025.
38. ↑   安達としまむら（７）, su Kadokawa. URL consultato il 17 maggio 2025.
39. ↑  (EN) Rafael Antonio Pineda, Adachi to Shimamura TV Anime's 3rd Promo Video Reveals More Staff, October 8 Debut, su Anime News Network, 1º settembre 2020. URL consultato il 1º settembre 2020.
40. ↑  (JA) 声優の鬼頭明里さん＆伊藤美来さんが歌う秋アニメ『安達としまむら』OPテーマが10月28日発売決定！ 試聴動画も公開, su Animate Times, 17 agosto 2020. URL consultato il 25 agosto 2020.
41. ↑  (JA) 声優・鬼頭明里さんの3rd シングル「キミのとなりで」10月28日発売決定！ 秋アニメ『安達としまむら』EDテーマに抜擢、試聴動画公開, su Animate Times, 19 agosto 2020. URL consultato il 25 agosto 2020.
42. ↑  (EN) Alex Mateo, 4 More Fall Season Anime Reveal Episode Counts, su Anime News Network, 10 ottobre 2020. URL consultato il 10 ottobre 2020.
43. ↑  (EN) Crystalyn Hodgkins, Adachi to Shimamura TV Anime's 2nd Promo Video Reveals October Premiere, su Anime News Network, 8 maggio 2020. URL consultato l'8 maggio 2020.
44. ↑  (EN) Haley Whisennand, Love Arrives on Funimation This Fall With Adachi and Shimamura, su funimation.com, Funimation, 3 luglio 2020. URL consultato il 3 luglio 2020 (archiviato dall'url originale il 23 ottobre 2021).
45. ↑  (EN) Nicholas Friedman, Adachi and Shimamura English Dub Announced, Cast and Crew Revealed ✨, su Funimation, 17 febbraio 2021. URL consultato il 17 febbraio 2021 (archiviato dall'url originale il 23 ottobre 2021).